# Rašovka (přítok Ještědky)
Rašovka je levostranný přítok Ještědky v okrese Liberec v Libereckém kraji. Délka toku činí 9,3 km. Plocha povodí měří 14,5 km².

## Průběh toku
Potok pramení severovýchodně od Světlé pod Ještědem v nadmořské výšce okolo 735 m. Do Ještědky se vlévá v Českém Dubu na 5,1 říčním kilometru v nadmořské výšce okolo 305 m.

## Mlýny
- Dolní mlýn – Český Dub, kulturní památka